# Futurama (televíziós sorozat)
A Futurama 1999-től vetített amerikai 2D-s számítógépes animációs szituációs komédia, amelyet Matt Groening alkotott. A sorozat Philip J. Fry, egy 25 éves pizzafutár életét meséli el. Fry 1999. december 31-én véletlenül hibernálja magát 1000 évre, és amikor felébred, a 2999-es földi esztendő a valóság.
A sorozat ötlete Groening fejében született meg az 1990-es évek közepén, miközben A Simpson családon dolgozott; David X. Cohent is bevonta, hogy együtt dolgozzanak ki történetvázlatokat és szereplőket, amelyeket aztán a Foxnak mutattak be.
A Futurama eredeti, Fox általi kaszálása után 2003 és 2007 között a Cartoon Network Adult Swim programblokkjában ismételték a részeket. A sorozatot 2007-ben négy DVD-re készült filmmel élesztették újra, amelyek közül az utolsót 2009 elején adták ki. A Comedy Central megállapodást kötött a 20th Century Fox Televisionnel a meglévő epizódok szindikált sugárzására, valamint a filmek 16 új, félórás epizódként történő vetítésére, amelyek az ötödik évadot alkották, amelyet ténylegesen sugároztak (2008 és 2009 között).
2009 júniusában a Comedy Central megrendelt 26 új, félórás epizódot, amelyek 2010-ben és 2011-ben kerültek adásba. Ezek a hatodik évadot alkották. A sorozatot később egy hetedik évadra is meghosszabbították: annak első fele 2012-ben, a második fele pedig 2013-ban került adásba. 2017-ben egy kizárólag hanganyagként készült különkiadás is megjelent a The Nerdist Podcast egyik epizódjaként, az eredeti szinkronszínészekkel. 2022. február 9-én a Hulu újraélesztette a sorozatot, egy 20 epizódos évadra adtak le rendelést, amelynek premierje 2023. július 24-én volt. 2023 novemberében a Hulu további két évadra is megújította a sorozatot, amelyek 2026-ig kerülnek adásba.
Magyarországon a Viasat 3 kezdte vetíteni 2001 novemberétől, majd 2008 májusában testvércsatornája, a Viasat 6 tűzte műsorára előbb ismétlésekkel, majd az új évadokat. 2016-tól a Humor+ nevű csatorna is elkezdte vetíteni és bemutatta a hetedik évadot. A nyolcadik évadtól a Disney+ mutatja be, de csak feliratosan.
A sorozat kritikai elismerésben részesült futása során: 17 Annie-díjra jelölték, ezek közül kilencet meg is nyert, valamint 12 Emmy-díj jelölést kapott, amelyek közül hatot nyert el. Négyszer jelölték az Amerikai Forgatókönyvírók Céhének díjára, és kétszer nyert. Nebula-díjra is jelölték, és több Environmental Media Awardot is elnyert. A sorozathoz kapcsolódó termékek között megtalálhatók képregények, videojátékok, naptárak, ruházat és akciófigurák is. 2013-ban a TV Guide a minden idők 60 legjobb rajzfilmsorozata közé sorolta.

## Szereplők

Balról jobbra Dr. Zoidberg, Farnsworth professzor, Bender, Amy, Hermes, Leela és Fry

A Futurama egy úgynevezett "munkahelyi sitcom", amely a Bolygó Expressz nevű szállító szolgálatról és annak alkalmazottairól szól.

### Főszereplők
| Szereplő                 | Eredeti hang  | Magyar hang                                             | Leírás |
| ------------------------ | ------------- | ------------------------------------------------------- | --- |
| Philip J. Fry            | Billy West    | Szokol Péter                                            | Egy éretlen, rendetlen, ám jólelkű és érzékeny pizzafutár fiú, aki véletlenül beleesik egy kriogén kapszulába, amely így aktiválódik és lefagyasztja őt 2000. január 1-jén, éjfél után közvetlenül. Fry csak 2999 szilveszterén ébred fel újra, és állást kap, mint áruházi futár a Bolygó Expressz nevű cégnél, amelyet egyetlen élő rokona, Hubert J. Farnsworth professzor birtokol. Szerelmes Leela-ba. |
| Botcsinálta professzor   | Billy West    | Rudas István (1. hang) Forgács Gábor (2. hang)          | Fry távoli unokaöccse, technikailag pedig a leszármazottja is. A Bolygó Expressz megalapításával finanszírozza őrült tudósként végzett munkáját. Bár zseniális tudósként és feltalálóként van ábrázolva, több mint 160 éves, ezért rendkívül hajlamos a korából fakadó feledékenységre és dühkitörésekre. Lemásolja önmagát, hogy egy utódot hozzon létre, így születik meg Cubert Botcsinálta, akire saját fiaként tekint. |
| Zoidberg                 | Billy West    | Imre István                                             | Decapodián, vagyis egy tintahal/homár keverékű földönkívüli, aki a Decapod 10 nevű bolygóról származik, és a Bolygó Expressz neurotikus orvosa. Bár azt állítja, hogy rmberi szakértő, anatómiai és élettani ismeretei katasztrofálisan pontatlanok, valójában földönkívüli lények kezelésében tűnik jártasnak. Hajléktalan és teljesen pénztelen, a Bolygó Expressz mögötti kukában él. Bár Botcsinálta professzor régi barátja, a legénység többi tagja lenézi és megveti.                                                   |
| Turanga Leela            | Katey Sagal   | Mezei Kitty (1–2., 7. évad) F. Nagy Erika (3–6. évad)   | A Bolygó Expressz űrhajó hozzáértő, egyszemű kapitánya. Csecsemőként elhagyták, és a Cookieville Alacsony Biztonságú Árvaházban nőtt fel, abban a hitben, hogy ő egy földönkívüli egy másik bolygóról. Azonban megtudja, hogy valójában egy mutáns, aki a csatornák világából származik. Mielőtt a hajó kapitánya lett volna, karrierkiosztó tisztként dolgozott a kriogenikai laboratóriumban, ahol először találkozott Fry-jal. Fry szerelme, és végül a felesége lesz.                                                      |
| Bender Bending Rodriguez | John DiMaggio | Seder Gábor                                             | Káromkodó, iszákos, szivarozó, kleptomániás, embergyűlölő, egoista és rosszindulatú robot, akit a Mama Barátságos Robotgyára gyártott. Eredetileg acéltartók hajlítására programozták, később azonban a Bolygó Expressz alkalmazásába kerül, ahol értékesítési asszisztens és szakács lesz, annak ellenére, hogy nincs ízérzékelése. Fry legjobb barátja és lakótársa. Az energiaellátása érdekében nagy mennyiségű alkoholt kell fogyasztania, és ha alkoholszintje túl alacsony, akkor a robotok részeg megfelelőjévé válik. |
| Hermes Conrad            | Phil LaMarr   | Bodrogi Attila                                          | A Bolygó Expressz jamaicai könyvelője. 36. szintű bürokrata, akit később lefokoznak 37. szintre és büszke is rá. Ragaszkodik a szabályokhoz, és imádja a papírmunkával és bürokráciával járó unalmat. Korábban olimpiai limbo bajnok is volt, ez a sport a népszerű parti játékból alakult ki. A 2980-as olimpiát követően visszavonult a limbozástól, miután egy fiatal rajongója, aki őt utánozta, eltörte a gerincét és meghalt. Van egy felesége, LaBarbara, valamint egy 12 éves fia, Dwight.                             |
| Amy Wong                 | Lauren Tom    | Csifó Dorina (1–2., 5. évadtól) Pupos Timea (3–4. évad) | Hihetetlenül gazdag, szókimondó, kicsit szórakozott és gyakran ügyetlen, ám jólelkű hosszú távú gyakornok a Bolygó Expressznél Asztrofizika szakos hallgató a Mars Egyetemen, és örököse Mars nyugati féltekéjének. A Marson született, etnikailag kínai, gyakran kantoni nyelven káromkodik, és 31. századi szlenget használ. Szülei, Leo és Inez Wong, gazdag marhatenyésztők. Monogám kapcsolatba kerül Kif Krokerrel. Később ő és Kif szülők lesznek.                                                                      |

## A 31. század

Fry első pillantása New New Yorkra

A Futurama New New Yorkban játszódik a 31. század fordulóján, egy olyan korban, amelyet technológiai csodák töltenek meg. New New York városát a mai New York romjaira építették, amely katakombaszerű térként szolgál, és New New York csatornájaként működik, ezt nevezik „Old New Yorknak”. A csatornák egyes részeit mutánsok lakják. Számos eszköz és építészeti elem a Populuxe stílusra emlékeztet. A globális felmelegedés, a merev bürokrácia és a droghasználat csak néhány olyan téma, amely a 31. századi túlzással jelenik meg egy olyan világban, ahol ezek a problémák egyszerre súlyosabbá és gyakoribbá váltak. Ahogy New York a jövőben önmaga szélsőséges változatává vált, úgy a Föld többi helyszínét is hasonlóan ábrázolják; például Los Angeles egy füsttel teli, apokaliptikus pusztaságként jelenik meg.
Számos technológiai áttörés történt a jelen és a 31. század között. A Fejek Múzeuma, amely az üvegekben életben tartott fejek gyűjteményét őrzi. Ennek köszönhetően sok történelmi személyiség és jelenkori híresség is jelen van, köztük maga Groening is. A megőrzött fejek közül több olyan személyhez tartozik, akik jóval e technológia megjelenése előtt haltak meg, az egyik legismertebb példa erre Richard Nixon volt amerikai elnök, aki 1994-ben hunyt el, mégis  feltűnik. Az Internet teljesen elmerülős élményt nyújt, az összes érzékszervre hat, és saját digitális világa van, ugyanakkor lassú, és nagyrészt pornográfiából, felugró reklámokból és „mocskos” (vagy „Dupla mocskos”) chatszobákból áll. Egyes részeit állítólag fiataloknak szánt oktatóanyaggal egészítették ki. A televízió továbbra is az egyik legfőbb szórakozási forma. Az öntudattal rendelkező robotok mindennapos látványnak számítanak, és ők a globális felmelegedés fő okozói, mivel alkoholalapú meghajtórendszereik kipufogógázt bocsátanak ki. A kerék elavulttá vált (Csak Fry ismeri fel a dizájnt), és helyét lebegő autók és egy hatalmas, átlátszó légcsöves közlekedési hálózat vette át.
Környezeti szempontból a megszokott állatok továbbra is jelen vannak, mellettük pedig mutáns, keresztezett (néha emberekkel is) és földönkívüli állatfajok is előfordulnak. Ironikus módon a pettyes baglyok gyakran a patkányokat váltották fel, mint általános házi kártevők. Bár a patkányok továbbra is léteznek, néha galambként viselkednek, habár a galambok is megmaradtak. A szardellák már 800 éve kihalta a decapodiak miatt. A Föld továbbra is szenved az üvegházhatású gázok következményeitől, habár a hatásait egy nukleáris tél ellensúlyozta. A globális felmelegedés hatásait részben azzal mérsékelték, hogy egy hatalmas jégtömböt dobtak az óceánba, később pedig azzal, hogy eltolták a Földet távolabb a Naptól, ami egyben meghosszabbította az évet egy héttel.

A Föld zászlaja

A vallás továbbra is jelentős szerepet tölt be a társadalomban, bár az uralkodó vallások időközben átalakultak. A 20. századi nagyobb vallási irányzatok összeolvadásából jött létre az Első Egyesített Egyház, míg a vudu ma már a főáramhoz tartozik. Új vallások is megjelentek, például az Oprahizmus, a Robotológia, illetve a betiltott Star Trek-rajongás vallása. A vallási szereplők közé tartozik Changstein-El-Gamal atya, a Robotördög, Lionel Preacherbot tiszteletes, valamint említés szintjén az Űrpápa, aki egy nagy, krokodilszerű lénynek tűnik. Számos jelentős ünnephez tartozik egy-egy robot is, például a gyilkos Robot Mikulás, a Kwanzaa-bot, és néhány alkalommal a Hanuka Zombi is feltűnik.

### Nyelvek

Az Egyes Földönkívüli Nyelv a latin ábécével összehasonlítva

A sorozatban gyakran feltűnik három alternatív ábécé, legtöbbször háttérelemek formájában, például graffitiként, reklámként vagy figyelmeztető táblaként. Az ilyen szövegek szinte mindig közvetlenül visszafejthetők angolra.
Az első ábécé absztrakt karakterekből áll, és Alienese néven ismert, ez egy egyszerű helyettesítő kód, amely minden latin betűhöz egyedi szimbólumot rendel. A második ábécé egy bonyolultabb moduláris összeadáson alapuló kódot használ, ahol a következő betű a korábbiak és az aktuális betű összegzéséből adódik. A harmadik időnként használt nyelv a héber. Ezeken az alternatív ábécéken kívül a legtöbb szöveg latin betűs írást használ a sorozatban.
A műsor egyes angol kifejezések jövőbeli fejlődését is „megjósolja”. Például a Christmas szót a jövőben Xmas-ként (ejtve: „ex-masz”), az ask szót pedig aks-ként (ejtve: „axe”) használják. A francia nyelv kihalt az univerzumában (bár a kultúra még létezik), hasonlóan ahhoz, ahogy a latin nyelv halt ki a jelenben.

## Epizódok
A Futuramá-nak 140 epizódja jelent meg 7 évad alatt. Az ötödik évadot négy DVD-n adták ki, 2007-től 2009-ig. A Futurama hatodik évadának premiere a Comedy Centralon 2010. június 24-én volt. A hatodik évad Magyarországon a 13. résznél (The Holiday Spectacular) fejeződik be, de az eredeti műsorban a hatodik évad tartalmazza a magyar hetedik évadot, nem pontos sorrendben. Így az a műsor évadjai tolódnak. Ennek okán az internetes keresések a nyolcadik évadot néha hetedikként is említik. A nyolcadik évad most fejeződött be a 13. résznél (Naturama), és a szinkronos nyolcadik évad még nem jelent meg. A Futuramá-t Magyarországon a Viasat3 kezdte vetíteni, 2001 novemberétől, majd 2008 májusában testvércsatornája, a TV6 tűzte műsorára előbb ismétlésekkel, majd a harmadik és negyedik évad új epizódjaival.
Bár a Futuramá-t alkotó epizódok többé-kevésbé függetlenek egymástól, némelyik epizód része egy nagyobb cselekményszálnak, amely átíveli az évadot. Ezenfelül néhány rész a szereplők hátterét és kapcsolatait mutatja be, főleg a későbbi évadokban.

## Produkció

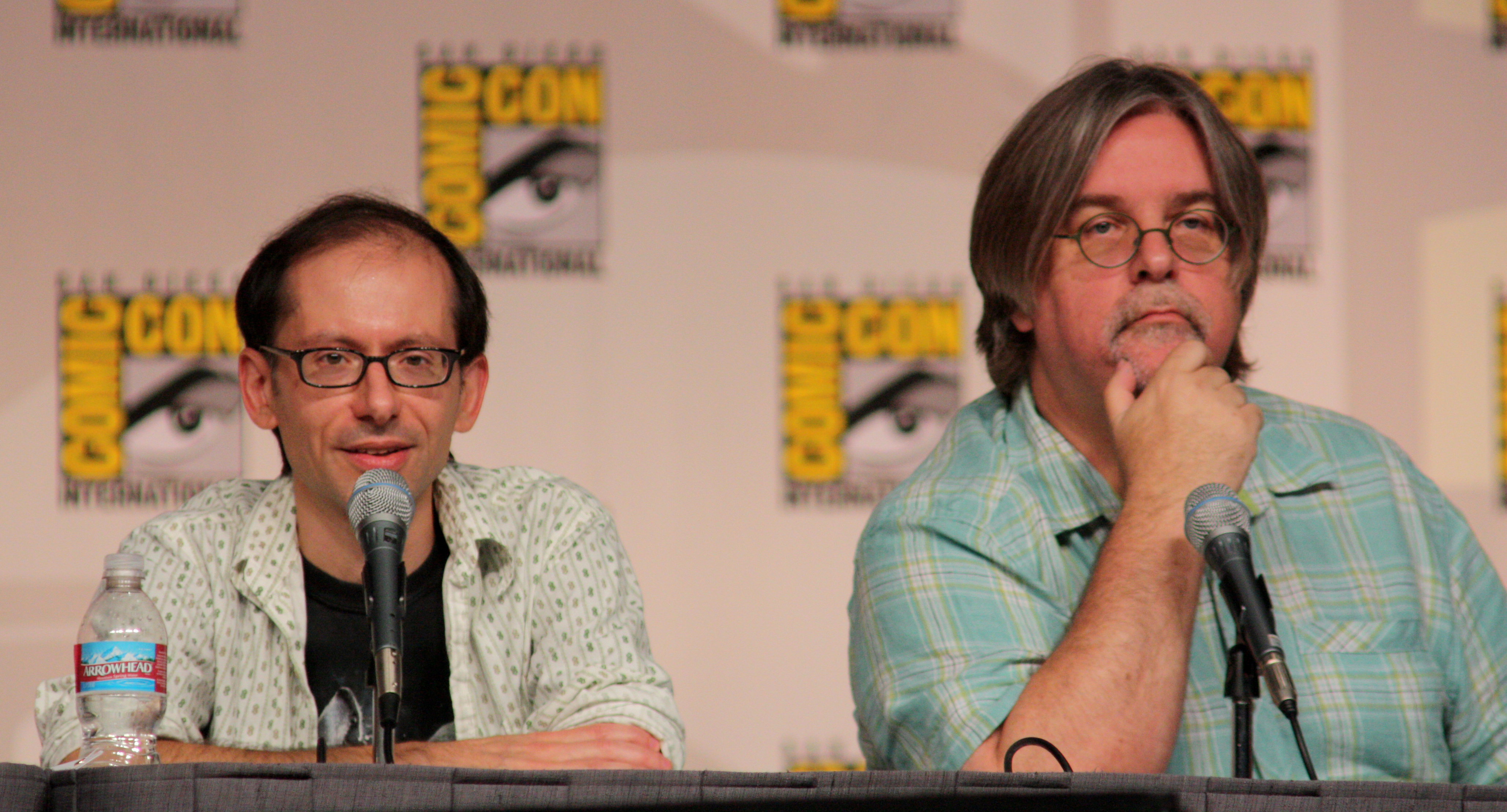
David X. Cohen és Matt Groening

Az 1990-es évek közepén a Fox televíziós csatorna erőteljesen szerette volna, ha Matt Groening – korábbi sikersorozata, A Simpson család után – egy új sorozatot készít. Groening ekkor kezdte el megalkotni a sorozat koncepcióját. 1995-ben felkérte David X. Cohent, aki akkoriban A Simpson család egyik írója és producere volt, hogy segítsen a sorozat kidolgozásában. A két alkotó sok időt töltött azzal, hogy sci-fi könyveket, sorozatokat és filmeket tanulmányozzon. Amikor 1998 áprilisában bemutatták az ötletet a Foxnak, Groening és Cohen már számos karaktert és történetszálat kidolgozott; Groening úgy nyilatkozott, hogy "teljesen túlzásba vitték" a részletezést. Groening később úgy jellemezte a sorozat elindításának folyamatát, mint „felnőtt élete messze legrosszabb élményét”.
A Fox tizenhárom epizódot rendelt meg a sorozatból. Nem sokkal ezután azonban a csatorna aggodalmát fejezte ki amiatt, hogy a sorozat témái nem illenek a hálózat profiljába, és viták alakultak ki Matt Groening és a Fox vezetői között arról, hogy a csatornának lehet-e beleszólása a kreatív folyamatba. A Simpson családesetében a Foxnak semmilyen beleszólása nem volt a tartalomba. A Fox különösen zavarónak találta az öngyilkossági fülkéket, Zoidberg doktort és Bender antiszociális viselkedését. Groening így nyilatkozott: „Amikor megpróbáltak megjegyzéseket tenni a Futuramára, csak annyit mondtam: ‘Nem, ezt pontosan ugyanúgy fogjuk csinálni, ahogy a Simpson családot.’ Mire ők: ‘Mi már nem így csináljuk az üzletet.’ Erre én: ‘Hát én meg csak így csinálom.’” Az „Én, a szobatárs” című epizódot kifejezetten azért készítették el, hogy a Fox aggodalmait kezeljék, a forgatókönyvet a csatorna elvárásainak megfelelően írták meg. A Fox azonban nagyon nem kedvelte az epizódot, de a további tárgyalások után Groening végül ugyanazt a kreatív szabadságot kapta meg, mint korábban A Simpson családnál.
A Futurama név az 1939-es New York-i világkiállítás egyik pavilonjára utal. Ezt a pavilont Norman Bel Geddes tervezte, és azt mutatta be, hogyan képzeli el a világot 1959-ben. A sorozat számára több más címet is fontolóra vettek, például az Aloha, Mars! és a Doomsville címeket, amelyeket Groening szerint „minden érintett egyhangúan elutasított”. Egy-egy epizód elkészítése körülbelül hat–kilenc hónapot vesz igénybe. A hosszú gyártási idő miatt több epizód készül egyszerre, párhuzamosan.

## A sorozat vége és újraindítása

### Fox
Groening és Cohen azt szerették volna, ha a sorozat vasárnap este 8:30-kor kerül adásba, közvetlenül A Simpson család után. A Fox tévécsatorna azonban nem értett egyet ezzel: inkább két epizódot sugárzott a vasárnapi műsorsávban, majd a sorozatot áthelyezte a kedd esti időpontra. A második sugárzási évadtól kezdve ismét a vasárnap esti 8:30-as sávba került, de évad közepén megint áthelyezték – ezúttal vasárnap este 7:00-ra – ami kevesebb mint egy év alatt már a harmadik idősávváltás volt. Még a negyedik évad idején is rendszertelenül sugározták a sorozatot. A gyakori sportközvetítések miatt gyakran elmaradtak a részek, így a nézők számára kiszámíthatatlanná vált, mikor jelenik meg egy új epizód. Ez a zavaros időzítés ahhoz vezetett, hogy a Fox több olyan epizódot sem sugárzott, amelyek a harmadik és negyedik évadhoz készültek, hanem inkább egy ötödik évadra tartogatta őket. Groening szerint a Fox vezetősége nem volt a sorozat híve. Habár hivatalosan soha nem kaszálták el, a negyedik évad készítése közben a Fox úgy döntött, hogy nem rendel több részt, és a 2003-as őszi műsorrendre már nem számolt a sorozattal.

### Adult Swim
2003-ban a Cartoon Network megszerezte a Futurama és a Family Guy sugárzási jogait az Adult Swim műsorblokkjára. Mindkét sorozat azonnal sikeres lett, ami arra ösztönözte a testvércsatornát, a TBS-t, hogy még ugyanabban az évben szintén átvegye a sorozatot. Az Adult Swimes futás újra felkeltette az érdeklődést mindkét sorozat iránt, és amikor a Family Guy sikert aratott a DVD-re készült filmjeivel, a sorozat készítői is úgy döntöttek, hogy megpróbálják ugyanezt a modellt. 2005-ben a Comedy Central tárgyalásokat kezdett a sugárzási jogok átvételéről, és ezek során felmerült az új epizódok gyártásának lehetősége is. 2006-ban bejelentették, hogy négy DVD-re készülő film készül majd, amelyeket később 16 részre bontva egy ötödik évadként sugároznak majd. Mivel akkoriban nem volt másik készülő projekt, az utolsó film sorozatzáróként lett megtervezve. Groening azonban kifejezte vágyát, hogy valamilyen formában folytassa a franchise-t, akár egy mozifilm révén is. Egy CNN-interjúban Groening elmondta: „Nagyon jó kapcsolatunk van a Comedy Centrallal, és szívesen készítenénk nekik új epizódokat, de nem tudom... Vannak megbeszélések és van némi lelkesedés is, de nem tudom eldönteni, hogy ez csak az enyém-e.” A sorozat 2007. december 31-én távozott az Adult Swim kínálatából, egy egyhetes, az egész sorozatot bemutató maraton után. A Comedy Central a következő napon kezdte sugározni a sorozatot, az ötödik évad pedig 2008. március 23-án debütált a csatornán.

### Comedy Central
2009 júniusában a 20th Century Fox Television bejelentette, hogy a Comedy Central 26 új, félórás epizódot rendelt meg, amelyek 2010. június 24-én kezdtek el adásba kerülni. Az új évad írói stábja kisebb volt, mint az eredeti csapaté. Kezdetben bejelentették, hogy a főbb szinkronszínészek, Billy West, John DiMaggio és Katey Sagal is visszatérnek, ám 2009. július 17-én közölték, hogy meghirdettek egy castingot a teljes szereplőgárda lecserélésére, mivel a 20th Century Fox Television nem volt hajlandó teljesíteni a színészek fizetési igényeit. A helyzetet később sikerült rendezni, és az eredeti szinkronszínészek végül mindannyian visszatértek az új epizódokra.
Egy Maurice LaMarche által a „Save the Voices of Futurama” nevű Facebook-csoportnak küldött üzenet végén LaMarche bejelentette, hogy az eredeti szinkronszínészgárda visszatér az új epizódokra. A Toronto Star megerősítette ezt, és weboldalán közölte, hogy az eredeti szereplői aláírták a szerződést a Foxszal további 26 epizódra. Hasonlóképpen, Cohen és Groening egy, a rajongóknak küldött e-mailjében is megerősítette, hogy Billy West, Katey Sagal, John DiMaggio, Maurice LaMarche, Tress MacNeille, Lauren Tom, Phil LaMarr és David Herman is visszatérnek a folytatásra.
Cohen egy 2009. augusztusi Newsday-interjúban azt mondta, hogy a 26 epizódos megrendelés azt jelenti, hogy: „Legfeljebb 26 lesz. Nem tudom garantálni, hogy pontosan 26 lesz. De jó esély van rá, hogy igen. A Fox kissé titkolózó volt, még házon belül is. De senki sem aggódik különösebben. Mi gőzerővel haladunk előre.” Ekkor két epizód hangfelvétele már zajlott, és további hat forgatókönyv készült, melyek „egy őrült ötlettől, amit valaki nagymamája talált ki” egészen addig terjedtek, hogy „már minden papíron van.”
Amikor 2010. június 24-én visszatért a Comedy Central műsorára, az csatorna legnézettebb estéjét hozta 2010-ben, és minden idők legnézettebb csütörtök esti műsorsávját is. 2011 márciusában bejelentették, hogy megújították egy hetedik évadra, amely legalább 26 epizódból állt, és 2012-ben, illetve 2013-ban került adásba. A 7. évad első része 2012. június 20-án debütált a Comedy Centralon.
A sorozat bizonytalan jövője miatt négy különböző epizódot is „sorozatzárónak” írtak.

### Hulu
2022 februárjában a Hulu bejelentette, hogy feltámasztja a sorozatot egy 20 epizódos új évaddal, amelynek premierje 2023-ban várható. A bejelentés idején a főbb szinkronszínészek többsége visszatérésre készült, ugyanakkor John DiMaggio  még tárgyalásban állt a szerepéről. A következő napon a Hulu testvérszolgáltatása, a Disney+ sajtóközleményben közölte, hogy a sorozat új évada nemzetközileg Star Original címke alatt lesz elérhető. DiMaggio 2022 február közepén elmondta, hogy nem fogadta el a szerepet, mert úgy vélte, hogy a teljes szereplőgárdáját megilletné a magasabb fizetés. Így fogalmazott: „Bender a lelkem része, és semmi ebből nem irányult a rajongók vagy a Futurama család ellen. Ez az önbecsülésről szól. Őszintén? Elegem van abból, hogy ez az iparág túlságosan elüzletiesedett, és kihasználja a művészek idejét és tehetségét… Bárcsak mindent elmondhatnék, hogy megértsétek, de ez nem az én dolgom.”
2022 márciusában DiMaggio hivatalosan is visszatért a sorozathoz, miután megállapodásra jutottak. Később elárulta, hogy ugyan fizetésemelést nem kapott, de „rengeteg tiszteletet” igen. Ha nem tért volna vissza, a készítők azt tervezték, hogy minden epizódban más-más vendégszínész adta volna Bender hangját. 2023. november 2-án a Hulu újabb két produkciós évadra, tehát a tizedik és tizenegyedik évadra rendelte meg a sorozatot. Ez újabb 20 epizódot jelent, amelyeket 2025 és 2026 között fognak sugározni.

## Futurama más formában

### Képregény
A Futurama Comics egy képregénysorozat, amelyet a Bongo Comics adott ki, és a Futurama sorozat univerzumán alapult. 2000 novemberében indult és 2018 júliusáig tartott. Noha eredetileg csak az Amerikai Egyesült Államokban jelent meg, később az Egyesült Királyságban, Németországban és Ausztráliában is kiadták a sorozatot. Emellett három szám megjelent Norvégiában is. A különböző országok kiadásai eltérő megjelenésűek és sorrendűek lehettek, de a történetek tartalmilag megegyeztek. Bár a képregények a sorozat univerzum szereplőire és világára épültek, nem tekinthetők hivatalosan kánonnak, mivel az események nem feltétlenül illeszkednek a sorozat idővonalába vagy cselekményébe. Hasonlóan a sorozathoz, a legtöbb szám tartalmazott egy szellemes vagy ironikus feliratot a borító tetején.  A sorozat minden száma tartalmazott olvasói leveleket, rajongói illusztrációkat és előzeteseket más Bongo Comics-kiadványokból. Az utolsó szám 2018. július 18-án jelent meg, három hónappal azelőtt, hogy a Bongo Comics végleg bezárta kapuit.

### DVD filmek
2006. április 26-án a The Onion hetilap interjút közöl a Futurama készítőjével Matt Groeninggel. Groening azt mondta hogy négy egyenesen DVD-re készülő Futurama filmet fog készíteni. Megerősítette azt is, hogy David X. Cohen és Ken Keeler szintén vele fog dolgozni.
A filmek el is készültek:
- Bender's Big Score - 2007. november 27.
- The Beast With A Billion Backs 2008. június 24.
- Bender's Game 2008. november 4.
- Into The Wild Green Yonder 2009. február 24.

### Videójátékok
2000. szeptember 15-én a Unique Development Studios megszerezte a jogokat, hogy Futurama videójátékot fejlesszen konzolokra és kézikonzolokra. A Fox Interactive vállalta a játék kiadását. Később a Sierra Entertainment lett a játék kiadója, és a játék 2003. augusztus 14-én jelent meg. Elérhető volt PlayStation 2-re és Xboxra, mindkét verzió cel-shading technológiát használt. Azonban a GameCube-ra és Game Boy Advance-re szánt verziókat Észak-Amerikában és Európában végül törölték.
2012-ben Matt Groening elindított egy alkalmazást, amelyet a „fej az üvegben” poén ihletett.
2016 szeptemberében a sorozat szereplői és tartalmai elérhetővé váltak az ingyenesen játszható, digitális gyűjthető kártyajátékban, az Animation Throwdown: The Quest for Cards-ban, amely más 20th Television Animation tulajdonok szereplőit is tartalmazza, különösen a Family Guy, Amerikai fater, Texas királyai, Bob burgerfalodája és Archer című sorozatokból. A játék 2016. szeptember 27-én jelent meg, és elérhető Androidon, iOS-en, Steamen, Kartridge-en, valamint a fejlesztő Kongregate weboldalán.
2016-ban mobiljátékokra is kiadták a Futurama: Game of Drones című játékot, majd 2017-ben a Futurama: Worlds of Tomorrow játékot Androidra és iOS-re.
2023. július 25-én a Fortnite egy frissítést adott ki, amely Futurama-tematikájú tartalmakat tartalmazott, köztük megvásárolható karaktereket: Bender Bending Rodríguez, Philip J. Fry és Turanga Leela, valamint egyéb témához illő kiegészítőket. A „Bender’s Shiny Metal Raygun” nevű fegyver is bekerült a játékba.

## Díjak és jelölések
| Elnyert díjak Annie Awards: - Kiemelkedő egyéni teljesítmény animációs televízió műsor rendezéséért - 2000 – Brian Sheesley a "Miért vagyok én egy felgerjedt rák?" című epizódért - Kiemelkedő egyéni teljesítmény szinkronizálásért, férfi előadónak, animációs műsorban - 2001 – John Di Maggio mint Bender a "Hajlíthatatlan szerelem" című epizódért - Kiemelkedő rendezés animációs televíziós műsorban - 2003 – Rich Moore a "Minden jó, ha vége jó" című epizódért Emmy-díjak: - Kiemelkedő egyedi teljesítmény Animáció kategóriában - 2000 – Bari Kumar (színezés) a "Küklopsz, vagy nem küklopsz?" című epizódért - 2001 – Rodney Clouden (forgatókönyvíró) a "Elveszett élősködők" című epizódért - Kiemelkedő animációs program - 2002 – "Minden jó, ha vége jó" Environmental Media Awards: - Vígjáték - TV epizód - 2000 – "A farabol-ügy" Writers Guild of America Award: - Animáció - 2003 – Ken Keeler a "Isteni Haverok" című epizódért. | Jelölések Annie Awards: - Kiemelkedő teljesítmény Animációs Program kategóriában - 1999 – Futurama. The Curiosity Company in association with 20th Century Fox Television - Kiemelkedő egyéni teljesítmény Animációs televíziós műsor írásáért - 1999 – Ken Keeler a "Bolygó Expressz" című epizódért - Kiemelkedő teljesítmény főműsoridős vagy késő esti animációs televízió műsorban - 2000 – Futurama. The Curiosity Company in association with 20th Century Fox Television - Kiemelkedő egyéni teljesítmény Animációs televíziós program rendezéséért - 2000 – Susie Dietter a "Küklopsz, vagy nem küklopsz?" című epizódért. - Kiemelkedő teljesítmény főműsoridős vagy késő esti animációs televízió műsorban - 2001 – Futurama. The Curiosity Company in association with 20th Century Fox Television - Kiemelkedő teljesítmény animációs televíziós műsorban - 2003 – Futurama. The Curiosity Company in association with 20th Century Fox Television - Kiemelkedő zene egy animációs televíziós műsorban - 2004 – Ken Keeler a "A tétlen kéz az ördög játékszere" című epizódért - Kiemelkedő írás egy animációs televíziós programban - 2004 – Patric Verrone a "A szúrás" című epizódért. Emmy-díjak: - Kiemelkedő animációs műsor - 1999 – "Egy kupac szemét" - 2001 – "Rosszkedvű amazonok" - 2003 – "Jurassic vakk" - 2004 – "A szúrás" - Kiemelkedő zene és dalszöveg - 2004 – Az "I Want My Hands Back" című dal a "A tétlen kéz az ördög játékszere" című epizódban. Nebula Award: - Legjobb forgatókönyv - 2004 – David A. Goodman a "Ahová rajongó még nem merészkedett" című epizódért Writers Guild of America Award: - Animáció - 2004 – Patric Verrone az "A szúrás" című epizódért |